# عبان رمضان (قرية)
قرية عبان رمضان وتشتهر كذلك بـ PK 50 (النقطة الكيلومترية 50) هي قرية نصف رعوية تابعة لبلدية برج باجي مختار بولاية أدرار في أقصى الحدود الجزائرية المالية، تبعدعن مقر البلدية بحوالي 50 كم. وتضم القرية خزان ماء بسعة 600 متر مكعب مخصص للسكان وبئر لسقاية الإبل.

## تاريخ
كانت قرية عبان رمضان في الأصل مأوى للآجئين الماليين، لكن بعد الإتفاق بين البلدين تم إعادتهم إلى موطنهم الأصلي وحل محلهم حوالي 50 عائلة رعوية من أبناء المنطقة يحلون ويرتحلون عن القرية على حسب توفر المرعى لإبلهم.

## الفلاحة
لا تتعدى المساحة المستصلحة في هذه القرية الرعوية اساساً 10 هكتار، وتعتمد في إمداد الكهرباء على الطاقة الشمسية.

## المطبخ المحلي
تشتهر قرية عبان رمضان بطبق الكسكسي الذي يقدم مع اللبن واللحم وهو الطبق المفضل لدى سكان القرية.

## السياحة
تعتبر حديقة عبد المالك أهم معلم يمكن زيارته بالقرية، الحديقة عبارة عن إستثمار خاص تحوي مقهى بسيط ومسبح في طور الإنجاز وغرف تقليدية مبنية من الخشب والقش المحليين وسعف النخيل.